# Nosač zrakoplova
Nosač zrakoplova je ratni brod čija ravna i slobodna paluba omogućuje slijetanje i uzlijetanje zrakoplova. Pored opreme potrebne za zrakoplove ispod palube se u više razina nalaze spremišta (hangari) za zrakoplove, naoružanje, opremu, gorivo; postrojenja za njihovo dizanje i spuštanje, radionice za popravak zrakoplova, motora i sustava; prostorije za smještaj letačkog i tehničkog osoblja.

## Razvoj
Avion je kao borbeno sredstvo nenadomjestivo i na kopnu i na moru. Kako bi se avion mogao iskoristiti daleko od svojih kopnenih baza razmatrana je mogućnost njihova prijevoza preko mora kao i polijetanje i slijetanje na brodove.
Prvi uspjeli pokušaj zbio se 14. rujna 1910. godine kada je američki pilot George Ely malim avionom Curtiss s motorom od 50 KS uzletio s krstarice Birmingham. Uzletna platforma dimenzija 24 x 7 metara nalazila se je na pramcu krstarice. Ely je prvi uspio i sletjeti na brod Pennsylvania 18. siječnja 1911. godine. Na krmi broda nalazila se je platforma 32 x 10 m preko koje su bila razapeta 22 tanka, čvrsta čelična užeta. Avion je na zadnjem donjem dijelu trupa imao ugrađenu kuku koja je pri slijetanju morala zahvatiti jedno od užadi. Ova osnovna zamisao polijetanja s pramca, slijetanja na krmu i zaustavljanja primjenjuje se i na današnjim nosačima. Do ideje za izgradnjom nosača današnjeg izgleda došli su Britanci koji su zaključili da uzletna platforma smanjuje moć brodskoga topništva, da zauzima previše prostora i od pilota zahtjeva veliku sposobnost pri uzlijetanju i slijetanju. Projektantima je postavljen zahtjev za novim brodom koji će imati slobodnu palubu za slijetanje i uzlijetanje. Razvoj nosača zrakoplova neminovno je uvjetovao i različitost izvedbi i pojavu više tipova i namjena nosača zrakoplova. Tako su se podijelili u nekoliko kategorija koji se razlikuju po veličini, broju zrakoplova koje nose kao i namjeni:
- supernosač zrakoplova
- flotni nosač zrakoplova, koji predstavlja standardnu veličinu u ovoj klasi ratnih brodova
- lagani nosač rakoplova
- prateći nosač zrakoplova

### Prvi svjetski rat
Događaji u Prvom svjetskom ratu prisilili su Britance da trgovačke brodove preinače u nosače hidroaviona. Brodovi s hidroavionima su radi male nosivosti imali loše pomorske značajke, mali radijus kretanja i nosili su samo nekoliko hidroaviona. Ipak 25. prosinca 1914. godine Britanci su sa sedam hidroaviona koji su uzletjeli s nosača Engadine, Riviera i Empress izvršili bombardiranje hangara na njemačkoj obali kod Cuxhavena. U hangarima su se nalazili cepelini. Potkraj rata Britanci su završili preinaku putničkog broda Conte Rosso u nosač zrakoplova Argus koji je imao osnovne značajke današnjih nosača. Argus je mogao primiti 20 aviona u jednom hangaru koji su se na uzletno-sletnu stazu podizali s dva električna dizala. Prostrana paluba broda bila je potpuno slobodna. Brod 1918. godine ulazi u sastav britanske mornarice ali se radi završetka rata ne koristi.

### Između dva rata
Velika Britanija daje veliko značenje nosačima zrakoplova i već 1920. završava preinaku bojnog broda Indija u nosač Eagle. U isto vrijeme završava izgradnju nosača Hermes. SAD i Japan slijedili su Veliku Britaniju i također modificirali svoje ratne i trgovačke brodove. Amerikanci su napravili nosač Langley, a Japan nosač Hosho.
Prema uzletno-sletnim stazama u zračnim lukama nastojalo se da i staza na nosaču zrakoplova bude oslobođena od svih nadogradnji uključujući zapovjedni most i dimnjake. Provođenje ispušnih plinova kroz vodoravne cijevi do krme broda (kao što je to urađeno na britanskom Argusu) imalo je velike nedostatke: visoku temperaturu u hangarima i s time povećanu opasnost od eksplozije benzinskih para, vrtloženje zraka nad krmom koje su stvarali ispušni plinovi i time još više otežali sigurno slijetanje aviona. Rješenje problema nađeno je u izgradnji zapovjednog mosta i dimnjaka na jednoj, bočnoj strani. Kao protuteža takve nadgradnje na suprotnoj strani smješteni su pomoćni strojevi i spremnici za pogonsko gorivo, čija se težina automatski nadoknađivala morskom vodom.
Do drugog svjetskog rata modificirano je ili izrađeno: SAD 6, Japan 6, Velikoj Britaniji 2 i u Francuskoj 1 nosač.
Približni raspored težina nosača zrakoplova, čija je standardna istisnina iznosila 23.000 t, bio je:
- trup 9.000 t
- oklop 3.500 t
- naoružanje 3.000 t
- strojevi 6.000 t
- oprema 1.500 t
- gorivi i voda za kotlove 4.000 t

### Drugi svjetski rat
Nosači zrakoplova promijenili su taktiku ratnih brodova. Zrakoplovi s nosača mogu izviđati na prostranim morskim površinama, pratiti kretanje neprijatelja i napadati daleko od svojih pomorskih baza. Njihov tadašnji brz razvoj najbolje pokazuju podaci: Amerika je 1940. godine imala 6 nosača, a 1944. 122 (3 od 45.000 t u završnoj fazi, 24 od 27.000 t, 8 od 10.000 t i 87 raznih veličina i težina). U to vrijeme Velika Britanija imala je 61 nosač, a Japan 26. 
U Drugom svjetskom ratu saveznički nosači zrakoplova odigrali su odlučujuću ulogu u obrani pomorskih putevana na Atlantiku, Sredozemnom moru i u morima sjeverne Europe. U bitci za Atlantik Njemačka je uz podmornice uvela i svoje velike brodove. Gubitak bojnog broda Bismarck dokazao je da se zaštita iz zraka ne može osloniti na avione s kopna, već da mora biti prisutno zrakoplovstvo s nosača. Nakon toga Njemačka je donijela odluku za gradnju nosača, ali oni nisu nikada ušli u sastav flote.
Na Pacifiku su nosači zrakoplova odigrali, također, veliku ulogu. Počevši od samog napada na američku bazu Pearl Harbour od strane Japanaca, preko bitke u Koraljnom moru i u operaciji kod otočja Midway do uništavanja japanske flote kod Leyte i uništavanja najvećeg ikad sagrađenog bojnog broda Yamato.

### Poslijeratno razdoblje
Razvoj zrakoplovstva morali su pratiti i nosači zrakoplova. Glavne preinake na nosačima bile su: zakrenuta paluba, parni katapult, elektro-akustički i automatski uređaj za slijetanje. Prednost zakrenute palube bila je u boljem korištenju prostora za parkiranje zrakoplova i u većem osjećaju sigurnosti kod pilota jer kod pogrešnog prilaza može ponoviti postupak. Zakrenuta paluba prvi puta se pojavila 1951. godine. Parni katapult se toliko usavršio da s palube mogu uzlijetati sve teži i brži avioni a novi uređaji za slijetanje omogućuju slijetanje i pri lošoj vidljivosti. Proučavane su i ostale pojedinosti koje utječu na slijetanje i uzlijetanje na nosače: težina zrakoplova, jačina katapulta, intervali uzlijetanja, sustav za zaustavljanje, kurs i brzina nosača. Od pogonske energije na lož ulje prelazi se na nuklearni pogon a klasične topove zamjenjuju vođeni projektili.

## Osobine nosača zrakoplova
Nosači zrakoplova moraju udovoljiti potrebama zrakoplova koje će prevoziti, vrsti i količini naoružanja, zaštite, manevarskih i pomorskih osobina samog nosača.
Uzletno-sletna paluba mora biti dovoljno široka i dugačka za sigurno slijetanje i uzlijetanje predviđenih aviona. Po potrebi se paluba može produžiti preko pramca i krme broda. Dužina palube ovisi o tehničkim karakteristikama aviona kao i o načinu uporabe. U slučaju istovremenog slijetanja i uzlijetanja paluba mora biti znatno duža. Tada avioni uzlijeću s prednjeg dijela platforme dok se na krmi odvija priprema aviona za uzlijetanje ili slijetanje. Priprema aviona podrazumijeva i rasklapanje krila koja su tijekom parkiranja u hangaru bila sklopljena radi uštede na prostoru. Proširenje je ograničeno jer bi se protuzračnoj obrani koja se najčešće nalazi na prvoj nižoj palubi smanjio sektor gađanja.
Na prednjem dijelu platforme postavlja se vjetrobran koji štiti osoblje i avione tijekom pripreme. Kod samog uzlijetanja preklapa se na palubu.
Sustav za kočenje i zaustavljanje neprekidno se usavršava radi stalnog povećanja brzina slijetanja i težina aviona. Čeličnu užad pridržavaju hidraulične ili zračne kočnice (za razliku od prvobitnih vreća s pijeskom). Na kraju uzletno-sletne staze postavljaju se mreže koje zaustavljaju avion ako uže za zaustavljanje zbog opterećenja pukne ili ga repna kuka ne zahvati.

### Dizalo
Dizalo služi za spuštanje aviona u niže palube i nihovo podizanje prije uzlijetanja. Dimenzije dizala moraju biti što manje, ali ipak dovoljne za podizanje i spuštanje zrakoplova. Njihova nosivost mora biti jednaka nosivosti platforme kako bi avioni nesmetano mogli prelaziti preko njih kada su platforme dizala u ravnini s uzletno-sletnom stazom. Ugrađuju se najmanje dva dizala, jedan na pramcu i jedan na krmi.

### Katapult
Na nosačima zrakoplova katapulti su naprave koje pomažu zrakoplovu iz stanja mirovanja, u vrlo kratkom vremenu, postići potrebnu brzinu za uzlijetanje. Lovačkim avionima je tijekom Drugog svjetskog rata na kopnu trebalo 160 m za uzlijetanje, a s hidrauličkim katapultom na nosaču dovoljno je 30 m. Suvremeni mlazni vojni avioni trebaju 1200 – 1800 m za uzlijetanje na kopnu, a s parnim katapultom na nosaču samo 60 m.

### Hangar
Hangar je prostor u koji se smještaju zrakoplovi. Njegovu dužinu i širinu određuju dimenzije uzletno-sletne staze. Za nosače najveća opasnost je požar. Hangari se zato provjetravaju snažnim ventilacijskim uređajima, čime se sprječava skupljanje opasnih para goriva. Radi smještaja što većeg broja aviona u hangar, krila se prije spuštanja sklapaju.

## Uzlijetanje aviona
Avion uzlijeće s nosača "u vjetar", kada je god to moguće. Kada se očekuju uzlijetanja, pramac nosača se usmjerava u vjetar i povećava mu se brzina. Što je brzina broda veća avionu će trebati kraća staza za uzlijetanje. 
Dva su osnovna sustava polijetanja s nosača zrakoplova: sustav polijetanja s katapultom (CATOBAR - Catapult Assisted Take Off But Arrested Recovery) i sustav polijetanja s odskočnom rampom (STOBAR - Short Take Off But Arrested Recovery). 
Sustav uzlijetanja s katapultom omogućava postizanje puno većih brzina prilikom uzlijetanja, ali takav sustav na zrakoplov stavlja iznimno veliko opterećenje pa zrakoplovi namijenjeni za polijetanje s katapultom moraju biti posebno projektirani za tu namjenu. Dok čeka dozvolu za uzlet avion je osiguran podmetačima a motori mu rade pod punim potiskom. Nakon signala miču se podmetači, aktivira se katapult i avion naglo ubrzava. Ovisno o težini, smjeru vjetra i brzini broda, avion je već nakon nekoliko desetaka metara u zraku. 
Pri sustavu uzlijetanja s odskočnom rampom avion postiže manju brzinu pa je zbog toga ograničena i količina tereta koju može ponjeti, ali tu je opterećenje na sam zrakoplov puno manje. 

Tehničko osoblje koje radi na platformi mora biti izuzetno dobro izvježbano i usklađeno. Avioni tada mogu uzlijetati svega nekoliko sekundi jedan za drugim.

## Slijetanje aviona
Slijetanje je teža i opasnija procedura. Paluba nosača zrakoplova je relativno uska i kratka. Samo najbolji piloti, koji su prošli dugotrajno i iscrpno školovanje, mogu sletjeti na nosač zrakoplova. Kako bi se avion mogao sigurno zaustaviti, preko staze su postavljena čelična užad (6-10 užadi na razmaku od oko 2 m). Avion prilikom slijetanja izvlači "repnu kuku" iz donjeg repnog dijela trupa. Kuka pri samom slijetanju na palubu zahvaća čeličnu užad koja se zatežu i preko sustava za kočenje koji se nalazi ispod palube zaustavlja avion.

## Nosači zrakoplova danas
Nosači zrakoplova su najveći brodovi u sastavu neke ratne mornarice. Nosač u klasi Nimitz pokreću dva nuklearna reaktora i četiri parne turbine, dugačak je 333m a cijena mu je 4,5 milijardi US dolara. U toj klasi mornarica SAD-a ima 10 nosača u uporabi, a 2009. se očekuje polaganje kobilice prvog nuklearnog nosača klase Gerald R. Ford, koja će zamijeniti klasu Nimitz na osnovi brod za brod. Klasa Ford će ostati u službi barem do druge polovice 21. stoljeća. 
Devet zemalja aktivno koristi 22 nosača zrakoplova: SAD (11), Velika Britanija (2), Francuska (1), Rusija (1), Italija (2) (ITS Cavour), Indija (1), Španjolska (2), Brazil (1) i Tajland (1). 
Narodna Republika Kina je od Ukrajine krajem devedesetih godina otkupila nosač zrakoplova Varyag iz bivšeg SSSR-a, međutim mnogi mornarički analitičari vjeruju da Kina koristi taj nosač samo za proučavanje i vježbu.
Nosači zrakoplova praćeni su većim brojem vojnih brodova raznih namjena koji štite veliki nosač relativno slabih manevarskih mogućnosti, prevoze dodatnu opremu i izvršavaju druga vojnih djelovanja.